# Stenträsket (Arvidsjaurs socken, Lappland, 727230-165022)
Stenträsket är en sjö i Arvidsjaurs kommun i Lappland och ingår i Skellefteälvens huvudavrinningsområde. Sjön är 20,1 meter djup, har en yta på 3,77 kvadratkilometer och befinner sig 544,9 meter över havet. Stenträsket ligger i Vittjåkk-Akkanålke Natura 2000-område. Sjön avvattnas av vattendraget Skattån (Stenträskbäcken).

## Delavrinningsområde
Stenträsket ingår i det delavrinningsområde (727390-164925) som SMHI kallar för Utloppet av Stenträsket. Medelhöjden är 569 meter över havet och ytan är 13,66 kvadratkilometer. Det finns inga avrinningsområden uppströms utan avrinningsområdet är högsta punkten. Skattån (Stenträskbäcken) som avvattnar avrinningsområdet har biflödesordning 2, vilket innebär att vattnet flödar genom totalt 2 vattendrag innan det når havet efter 171 kilometer. Avrinningsområdet består mestadels av skog (45 procent) och sankmarker (22 procent). Avrinningsområdet har 3,78 kvadratkilometer vattenytor vilket ger det en sjöprocent på 27,6 procent.